# End Game (песня)
«End Game» (с англ. — «Конец игры») — песня американской певицы Тейлор Свифт при участии Эда Ширана и Фьючера, вышедшая 14 ноября 2017 года в качестве промосингла с её шестого студийного альбома Reputation (2017).
Трек, созданный продюсерами Максом Мартином и Шеллбэком, был впервые выпущен на французском современное поп-радио в качестве третьего сингла альбома 14 ноября 2017 года, через четыре дня после выхода Reputation. Позже он был отправлен на contemporary hit radio 3 декабря 2017 года в США и 26 января 2018 года в Великобритании.

## История
«End Game» написана Свифт, Max Martin и Shellback и спродюсирована Мартином и Shellback. В ней сочетаются стили хип-хоп, R&B, поп-рэп и пауэр-поп.

## Отзывы
Композиция получила положительные отзывы критиков и обозревателей: Pitchfork («песня, которая умело впитывает и извергает гибридные звуки рэпа и R&B 2017 года»), Vulture (критик в журнале предсказал, что это будет один из самых успешных синглов, которые альбом выпустит из-за его запоминающегося ритма, особенно из-за стихов, внесенных Future), Time («саморефлексивный трек в стиле медленного джема»), Spin.

## Награды и номинации
| Год              | Организация           | Награда                    | Результат | Ссылка |
| ---------------- | --------------------- | -------------------------- | --------- | ------ |
| 2018             | Teen Choice Awards    | Choice Music Collaboration | Номинация | [ 13 ] |
| 2019             |                       |                            |           |        |
| BMI Awards       | Award Winning Song    | Победа                     | [ 14 ]    |        |
| BMI Awards       | Publisher of the Year | Победа                     | [ 14 ]    |        |
| BMI London Award | Pop Award             | Победа                     | [ 15 ]    |        |

## Коммерческий успех
Песня дебютировала на 86-м месте в Billboard Hot 100 на дату, закончившуюся 9 декабря 2017 года, и на следующей неделе поднялась на 83-е место. Трек подскочил на 36-е место на третью неделю, дав Свифт её 55-й хит в топ-40, в конечном итоге достигнув 18-го места, став третьим подряд синглом из «Reputation», попавшим в топ-20. На следующей неделе он опустился до 30-го места. Песня достигла 10-го места в Billboard Mainstream Top 40, став в нём 15-м хитом Свифт. Он достиг № 16 в Adult Top 40 и № 25 в Rhythmic Songs.
В Канаде песня сначала достигла 53-й позиции, но после выхода клипа поднялась на 11-ю позицию в Canadian Hot 100.
В Австралии песня достигла 36-й позиции. На следующей неделе она опустилась на 40-ю строчку. В Великобритании песня дебютировала на 87-й позиции, а затем достигла 49-й.

## Чарты
| Чарт (2017—2018)                           | Высшая позиция |
| ------------------------------------------ | -------------- |
| Австралия (ARIA)                           | 36             |
| Бельгия/Фландрия (Ultratip Bubbling Under) | 8              |
| Бельгия/Валлония (Ultratip Bubbling Under) | 19             |
| Канада (Billboard Canadian Hot 100)        | 11             |
| Канада (Billboard CHR/Top 40)              | 17             |
| Канада (Billboard Hot AC)                  | 30             |
| Новая Зеландия (Heatseekers, RMNZ)         | 2              |
| Шотландия (OCC Scotland)                   | 54             |
| Словакия (Singles Digitál Top 100)         | 64             |
| Великобритания (OCC UK Singles)            | 49             |
| США (Billboard Hot 100)                    | 18             |
| США (Billboard Adult Pop Airplay)          | 13             |
| США (Billboard Dance/Mix Show Airplay)     | 18             |
| США (Billboard Pop Airplay)                | 10             |
| США (Billboard Rhythmic)                   | 25             |

## Сертификации
| Регион                                                                      | Сертификация  | Продажи   |
| --------------------------------------------------------------------------- | ------------- | --------- |
| Австралия (ARIA)                                                            | 3× Платиновый | 210 000   |
| Бразилия (ABPD)                                                             | Платиновый    | 40 000    |
| Канада (Music Canada)                                                       | Платиновый    | 80 000    |
| Норвегия (IFPI Norway)                                                      | 2× Платиновый | 120 000   |
| Великобритания (BPI)                                                        | Золотой       | 400 000   |
| США (RIAA)                                                                  | Платиновый    | 1 000 000 |
| Данные о продажах + прослушиваниях приведены только на основе сертификации. |               |           |

## История релиза
| Регион         | Дата           | Формат                     | Лейбл       | Ссылка        |
| -------------- | -------------- | -------------------------- | ----------- | ------------- |
| Мир            | 10 ноября 2017 | Digital download streaming | Big Machine | [ 39 ]        |
| США            | 3 декабря 2017 | Contemporary hit radio     | Big Machine | [ 2 ]         |
| Франция        | 14 ноября 2017 | Contemporary hit radio     | Big Machine | [ 40 ] [ 41 ] |
| Великобритания | 26 января 2018 | Contemporary hit radio     | Big Machine | [ 3 ]         |